# Vive la vida (programa de televisión)
Vive la vida es un programa de televisión paraguayo presentado por Sanie López Garelli y Rubén Rodríguez. Se estrenó el 21 de septiembre de 2003 por Telefuturo.

## Historia
El programa se estrenó el 21 de septiembre de 2003. El 2 de diciembre de 2019, el programa se fusionó con El Resumen y pasó a ser conocido como Vive la vida XL.
En 2006, Rossana Barrios dejó el programa. En 2012, Liz Martínez, quien fue cocinera del programa desde 2008, dejó el programa. En julio de 2016, Denise Hutter, quien fue panelista del programa desde 2012, dejó el programa y fue reemplazada por Amparo Velázquez. El 3 de mayo de 2021, Héctor Riveros se unió al programa y lo dejó a finales de julio de 2023. En julio de 2022, Alejandro Royg se unió al programa. Dani Willigs y Pitu Willis se unieron al programa en agosto de 2023. El 26 de diciembre, Amparo Velázquez fue desvinculada del canal y, por lo tanto, dejó el programa. Gabi Sosa Torras, se unió el 15 de enero de 2024, como reemplazo de Velázquez.

## Miembros del programa

### Miembros actuales
- Sanie López Garelli (presentadora principal; 2003-presente)
- Rubén Rodríguez (presentador principal; 2003-presente)
- Dani Marco Arcos (cocinero; 2016-presente)
- Sofía Sosa (panelista; 2019-presente)
- Alejandro Royg (panelista; 2022-presente)
- Dani Willigs (panelista; 2023-presente)
- Pitu Willis (panelista; 2023-presente)
- Gabi Sosa Torras (panelista; 2024-presente)
- Joel Sandino (panelista; 2025-presente)

### Miembros anteriores
- Carlos Ortellado (Presentador; 2019-2021)
- Patty Orue (Presentadora Reemplazante; 2025)
- Rosanna Barrios (panelista; 2003-2006)
- Pedro Guggirari (periodista ¿? - 2011)
- Armando Rubín (panelista ¿? - 2011)
- Liz Martínez (cocinera; 2008-2012)
- Coco Leíva (cocinero; 2013-2016)
- Sole Franco (periodista deportiva ¿? - 2014)
- Denise Hutter (panelista; 2012-2016)
- Fabi Martínez (panelista; 2019-2022)
- Amparo Velázquez (panelista; 2016-2023)
- Héctor Riveros (panelista; 2021-2023)